# سفارت روسیه در پراگ
سفارت روسیه در پراگ (به لاتین: Embassy of Russia) سفارت روسیه در جمهوری چک است که در پراگ واقع شده‌است.